# Ordre de bataille de l'opération Ben Nun
L'ordre de bataille de l'Opération Ben Nun (connue également sous les expressions « Première Bataille de Latroun » ou « Bataille de Latroun ») est la composition des forces israéliennes, jordaniennes et arabes palestiniennes qui s'affrontèrent le 25 mai 1948 sur le saillant de Latroun lors de la Première Guerre israélo-arabe.

## Problème de sources
Les sources ne sont pas claires quant à la composition exacte des forces en présence. Celle-ci fait l'objet de controverses entre les historiographies israélienne et jordanienne et de divergences entre les différentes sources. Les éléments décrits dans cet article sont basés sur le recoupement de plusieurs d'entre elles,,,,.

## Camp israélien
La tâche de mener l'opération Bin Nun (fils de Nun, en référence au siège victorieux de la ville de Jéricho menée par le roi Josué, également dénommé fils de Nun) est confiée à Shlomo Shamir, un ancien officier de l'armée britannique.
Il dispose de 450 hommes de la brigade Alexandroni, de 1650 hommes de la brigade Sheva, en cours de constitution et 300 soldats de la brigade Harel auraient également participé au combat mais par hasard, se trouvant dans la région sans avoir été informés de l'assaut et l'apprenant à la suite de transmissions radios.
L'artillerie dont dispose les Israéliens se résume à deux canons de montagne français de 1906 dénommés "Napoleonchiks", d'un canon de 88 avec 15 obus et d'une "Davidka". Ils disposent également de 10 mortiers de 3 pouces et de 12 véhicules blindés.
Le numéro du bataillon rappelle la brigade à laquelle il appartient. Ainsi, le 32e bataillon est le 2e bataillon de la 3e brigade (Alexandroni) tandis que le 73e bataillon est le 3e bataillon de la 7e brigade (Sheva).
| Bataillon | Description détaillée |
| --------- | --- |
| 32e       | Ce bataillon de la brigade Alexandroni est placé sous le commandement de Tsvi Guerman. Il totalise 450 hommes et est composé de 4 compagnies comptant chacune environ 90 vétérans ayant déjà combattu les 6 derniers mois lors de la guerre civile. Les compagnies A, B et C sont respectivement commandées par les capitaines Ram Ron, Asher Lévi et Gershon Landman. Une 4e compagnie auxiliaire est attachée au bataillon. Ariel Sharon, alors lieutenant et âgé de 20 ans, sert sous les ordres de Lévi en tant que chef de section. |
| 71e       | Ce bataillon est composé de 541 hommes, principalement des sabras mais il est placé en réserve et ne participe pas aux combats. Benny Morris ne le mentionne d'ailleurs pas présent lors des opérations. |
| 72e       | Nouvellement formé, ce bataillon est placé sous les ordres de Zsvi Hourewitz, un ancien des Escadrons de nuit spéciaux. Le bataillon comporte 600 hommes. Les compagnies A et B sont composées principalement d'immigrants (entre 65 et 70 immigrants pour la compagnie B), ne parlant pas tous la même langue et ne comprenant pas tous l’hébreu moderne. Les compagnies C et D sont composées d'hommes d'origines diverses. Au total, il comporte entre 140-145 immigrants qui viennent de débarquer en Israël.                        |
| 73e       | Il s'agit d'une unité blindée placée sous le commandement d'Haïm Laskov, ancien commandant de la Brigade juive et futur chef d’état-major de Tsahal. Le bataillon est composé de 422 combattants du Palmach dont les cadres ont été envoyés dans le sud. Ils disposent d'une vingtaine de véhicules recouverts de tôles et d'une douzaine de half-tracks tout juste débarqués. |

## Camp jordanien
Les forces jordaniennes sont sous les ordres du lieutenant-colonel Habes Majelli. Il dispose du 4e régiment et de 600 volontaires jordaniens secondés par 600 volontaires locaux. Le 2e régiment de la brigade, commandée par le Major Geoffrey Lockett, vient de quitter Jérusalem et arrive à Latroun pendant la bataille.
La brigade totalise 2300 hommes secondés par 800 auxiliaires. Elle dispose de 35 véhicules blindés dont 17 de type Marmong Herrington armés chacun d'un canon antichar de 40 mm. Au niveau artillerie, elle est appuyée par 8 canons de 88 mm, 8 de 60 mm, 10 de 40 mm ainsi que de 16 mortiers de 3 pouces.

### Documentation
Ouvrages utilisés comme sources dans la rédaction de l'article
- Dominique Lapierre et Larry Collins, O Jérusalem, Robert Laffont, 1971,  (ISBN 2-266-10698-8)
- Benny Morris, Histoire revisitée du conflit arabo-sioniste, Editions complexe, 2003,  (ISBN 2-87027-938-8)
- Benny Morris, 1948, Yale University Press, 2008,  (ISBN 0-300-12696-4).
- Pierre Razoux, Tsahal, nouvelle histoire de l'armée israélienne, Perrin, 2006,  (ISBN 2-262-02328-X)
- Anita Shapira, L'imaginaire d'Israël : histoire d'une culture politique., Calmann-Lévy, 2005,  (ISBN 978-2-7021-3633-1)
- Luc Rosenzweig, Ariel Sharon, Perrin, 2006,  (ISBN 2-262-02411-1)

Lien externe utilisé comme source
- Ami Isseroff The battles of Latrun

L'auteur fait une présentation des batailles en se basant sur plusieurs sources notamment en hébreu.
- Steven Thomas 1948-49 Independence and Catastrophe

Site d'un amateur éclairé du conflit israélo-arabe se référant à plusieurs ouvrages d'historiens pour déterminer l'ordre de bataille des forces impliquées dans la Première Guerre israélo-arabe.